# Famille von Klitzing
La famille von Klitzing est une ancienne famille noble de la Moyenne-Marche (de).

## Histoire

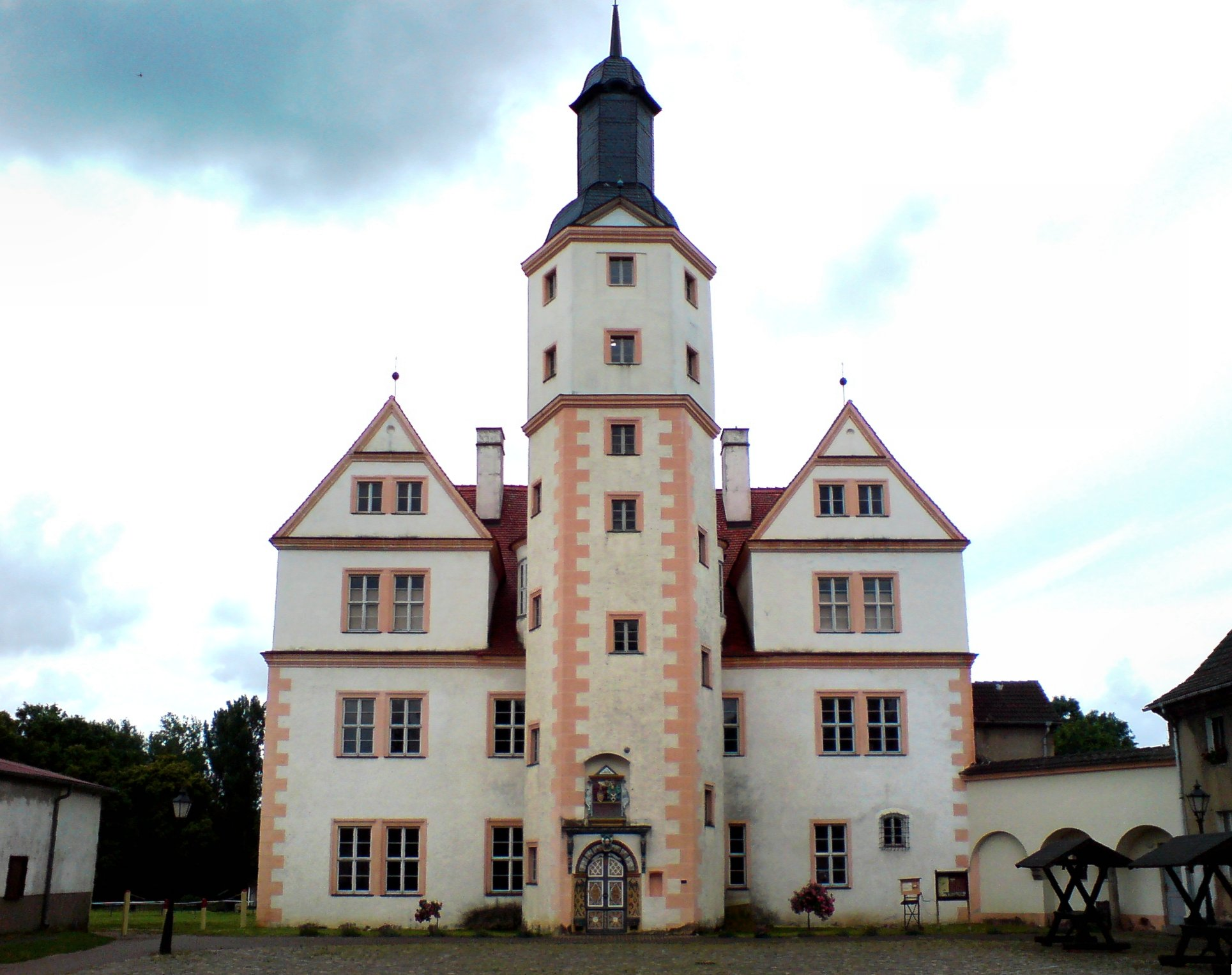
Château de Demerthin, Prignitz (Brandebourg), propriété de la famille 1468–1945

La famille apparaît pour la première fois en 1265 avec le dominus Henricus Clizing et commence la lignée en 1371 avec Beteke Clizing. Selon Ledebur et Kneschke, la recherche généalogique reconnue suppose une arrivée antérieure dans la région de l'Est de l'Elbe et les désigne comme l'une des plus anciennes familles nobles de la Marche. Otto et Henning von Klitzing sont encore titrés chevaliers en 1492. Lupold von Klitzing est gouverneur de Jüterbog et de Dahme (Mark) et conseiller auprès de l'archevêché de Magdebourg. D'autres représentants occupent des postes dans le Brandebourg, la Basse Lusace et la Saxe. Depuis la fin du Moyen Âge, une vaste propriété foncière se développe dans le nord du Brandebourg, puis dans l'est du Brandebourg. En 1637, la famille noble fournit le premier officier qui est nommé général dans le Brandebourg. Il a sous ses ordres 2900 cavaliers ainsi que 8000 hommes de pied avec la petite garde à pied personnelle.
Avec le chambellan Hans Caspar jun. von Klitzing en tant que capitaine de l'ordre de Friedland et commandeur de Werben, c'est également le début d'une vaste tradition en relation directe avec l'ordre de Saint-Jean. La nomination de Klitzing est datée de 1700 et figure sous le nom de Kommendator. Depuis le XIXe siècle, des représentants de la famille sont constamment actifs au sein de la congrégation.
Au XVIIIe siècle, il existe plusieurs branches généalogiques. La branche I. A. de souche saxonne (Wedelwitz) avec des possessions et des offices en Saxe, la branche II. B. (souche marcienne), Demerthin et une sous-lignée Klitzing appelée von Pestel. Le nom de Philipp von Klitzing est donné à Potsdam en 1847 et le diplôme nécessaire est délivré à Berlin en 1858. La plus grande partie des biens fonciers est attestée à la fin du XIXe siècle. Dans le livre d'adresses des millionnaires allemands, neuf Klitzing au total sont mentionnés, dont six en tant que propriétaires de manoirs. Dans le livre d'adresses général des propriétaires de manoirs pour le royaume de Prusse, publié pour la première fois en 1879, les domaines de la famille de l'époque sont indiqués avec leur ordre de grandeur : Dieckow dans l'arrondissement de Soldin (de) avec 1 303 ha, Demerthin avec 638 ha ainsi que Wilhelmsgrille, aujourd'hui un quartier de Rehfeld près de Kyritz, avec 282 ha dans l'arrondissement de Prignitz-de-l'Est (de), et dans l'arrondissement de Landsberg-sur-la-Warthe (de) Diedersdorf-Alt avec Neu-Diedersdorf et Charlottenhof 2 410 ha
Les Klitzing font leurs premiers pas vers une formation de propriétaire terrien, vers une carrière militaire ou dans la fonction publique dans des internats nobles connus tels que l'Académie de chevalerie de Brandebourg, le lycée de Putbus et l'école de l'abbaye d'Ilfeld. D'autres lycées sont des établissements scolaires à Francfort-sur-l'Oder, Potsdam.
En 1886, une fondation familiale est créée à Demerthin sous le nom d'association de la famille von Klitzing, le lieu de réunion étant fixé à Berlin. La famille obtient, grâce à des dons d'argent, le droit particulier d'être admise à l'abbaye de Marienfließ (de).
Avec Demerthin dans le Prignitz et Charlottenhof, appartenant à Diedersdorf dans l'arrondissement de Landsberg-sur-la-Warthe, d'importantes propriétés peuvent être conservées dans le nord et l'est du Brandebourg jusqu'en 1945. Les deux manoirs sont construits par la famille von Klitzing, y compris le manoir de Charlottenhof (de), dont la construction est un peu moins connue. D'après les données des Genealogisches Handbuch des Adels, les biens de la branche B, ligne 2 Charlottenhof peuvent détenir, outre Charlottenhof, le domaine résiduel de Pokrent dans le Mecklembourg-Occidental, Grassee, la maison ancestrale de Demerthin avec Rehfeld, Dieckow ainsi que Dziembowo. Jusqu'en 1945, la sous-lignée silésienne possède entre autres Nieder-Zauche. La dernière propriétaire terrienne jusqu'à la réforme agraire, ici à Demerthin, est la veuve du conseiller d'État prussien Werner von Klitzing (1857-1901) en tant que commissaire de fidéicommis, sa seconde épouse Adda von Klitzing, née von Rohr-Dannenwalde (1876–1956). Elle est ensuite pensionnaire de l'abbaye de Marienfließ.

## Armes
Les armoiries de la famille montrent trois (2: 1) chapeaux (de) tatars rouges à pointe argentée en or. Un torse tartare en pleine croissance dans une robe rouge avec des revers d'argent et une casquette comme dans le bouclier se dresse sur le casque avec des lambrequins rouges et or.

## Personnalités
- Hans Caspar von Klitzing (de) (1594-1644), lieutenant général suédois
- Georg Ernst von Klitzing (de) (1698-1759), général de division prussien
- Karl Kuno Ludwig von Klitzing (de) (1728-1785), général de division prussien
- Adolphine von Klitzing (1772-1844), écrivain
- Friedrich von Klitzing (1779-1844), officier et compositeur prussien impliqué dans la mystérieuse disparition du diplomate britannique Benjamin Bathurst à Perleberg en 1809, qui à son tour a inspiré des écrivains tels que Robert Heinlein (Elsewhen), H. Beam Piper (He Walked Around The Horses) et R. Lionel Fanthorpe (de) (Time Echo)
- Max von Klitzing (de) (1815-1902), propriétaire foncier et dépuré du Reichstag
- Leberecht von Klitzing (de) (1822–1899), propriétaire d'un manoir et député du Reichstag
- Leberecht von Klitzing (1827–1895), propriétaire d'un manoir et député de la Chambre des représentants de Prusse
- Wilhelm von Klitzing (1828-1894), administrateur prussien de l'arrondissement de Lublinitz, gouverneur de la province de Silésie
- Richard von Klitzing (de) (1842-1907), général d'infanterie prussien
- Georg von Klitzing (de) (1847-1922), propriétaire foncier, avocat et député de la chambre des seigneurs de Prusse
- Hans von Klitzing (1854-1930), homme politique, député de la chambre des représentants de Prusse
- Günther von Klitzing (1857-1902), administrateur de l'arrondissement de Striegau
- Henning von Klitzing (1859–1927), président de la chambre d'agriculture de Silésie, administrateur de l'arrondissement de Sprottau
- Bogislaw von Klitzing (de) (1861-1942), administrateur de l'arrondissement d'Obornik (de) et directeur général du paysage de la province de Posnanie
- Leberecht von Klitzing (de) (1872-1945), contre-amiral allemand
- Hans-Henning von Klitzing (1885-1964), administrateur de l'arrondissement de Nienburg (de) et vice-président
- Lebrecht von Klitzing (né en 1939), physicien médical allemand, frère de Klaus von Klitzing (né en 1943)
- Klaus von Klitzing (né en 1943), physicien et lauréat du prix Nobel
- Kai von Klitzing (de) (né en 1954), pédopsychiatre